# Cruis'n (serie)
Cruis'n è una serie di videogiochi simulatori di guida originariamente sviluppato da Eugene Jarvis per la società Midway Games e pubblicato da Nintendo.

## Giochi
La serie si distingue dagli altri giochi di corse con la sua presentazione over-the-top e un gameplay frenetico, con una vasta gamma di veicoli e tracciati sulla base di una varietà di luoghi reali. La serie ha debuttato in Nord America ed Europa in versione arcade nel 1994 con l'uscita di Cruis'n USA, il quale, insieme a Killer Instinct, è stato pubblicizzato come in esecuzione su un hardware Nintendo Ultra 64. Furono realizzati due sequel, Cruis'n World e Cruis'n Exotica, che sono stati caratterizzati da nuovi veicoli e piste. Tutti e tre i giochi sono usciti per Nintendo 64, Exotica è stato pubblicato anche per Game Boy Color. Il successivo gioco della serie, Cruis'n Velocity, si è discostato un po' dalla tradizionale azione di gioco arcade della serie ed è stato pubblicato esclusivamente per il Game Boy Advance.
Dopo che la Midway è uscita dal business arcade, Jarvis e la sua nuova compagnia Raw Thrills hanno pubblicato il gioco arcade The Fast and the Furious, che era basato sul film con lo stesso nome ed elementi di gioco condivisi con la serie di giochi Cruis'n. Il gioco è stato portato sul Wii, ma la licenza per utilizzare il nome del film è andata perduta durante la pubblicazione per console e quindi sì è deciso di pubblicarlo ribattezzato in Cruis'n.

## Versioni originali uscite in sala giochi
I giochi arcade originali sono stati sviluppati da Midway e progettati da Eugene Jarvis. Tutti hanno lo stesso gameplay generale. L'obiettivo in ogni gioco è quello di correre più veloce di nove vetture a vari livelli diversi situati in diversi luoghi del mondo reale. I giocatori possono scegliere i singoli livelli o "Cruis'n" (crociera) e correre in ogni pista. Una varietà di macchine diverse in ogni gioco è disponibile.

### Cruis'n USA
Il primo titolo della serie è Cruis'n USA che è uscito nelle sale giochi nel 1994, pubblicato da Nintendo. La gara inizia a San Francisco e termina alla Casa Bianca a Washington, DC. 2 Unità Arcade possono essere collegate per delle partite multigiocatore. Il gioco arcade originale, insieme a Killer Instinct è stato pubblicizzato come in esecuzione su hardware Ultra 64 di Nintendo, con la promessa di pubblicazione sulla nuova console in progettazione, il Nintendo ultra 64, consentendo una conversione perfetta del gioco. Tuttavia l'hardware utilizzato dai giochi era completamente diverso da quello del Nintendo 64, che fu rinominato e depotenziato. Inizialmente previsto come titolo di lancio per il sistema, il gioco fu ritardato e fu pubblicato il 3 dicembre 1996. Ha subito un downgrade grafico rispetto alla versione originale arcade ed una pesante censura.
Nella versione per Nintendo 64, la maggior parte dei livelli sono inizialmente bloccati, tranne che US Route 101. Lungo il cammino i giocatori possono gareggiare in diverse difficoltà per sbloccare nuove verniciature e aggiornamenti. Nella versione per Nintendo 64 è inoltre possibile salvare i progressi usando account diversi. Nonostante le differenze con l'originale arcade, il gioco è stato un successo e ripubblicato nel 1998 come un "Player's Choice". Dieci anni dopo, la versione N64 del gioco è uscita per Virtual Console Wii.

### Cruis'n World
Il primo sequel del gioco, Cruis'n World è uscito nelle sale giochi nel 1996. Il gameplay generale è rimasto lo stesso, con diverse impostazioni internazionali. La gara inizia alle Hawaii e finisce in Florida. È stato implementato un sistema di acrobazie, che ha permesso ai giocatori di eseguire salti e giravolte e guadagnare tempo da sottrarre al totale durante la registrazione del record. La versione per Nintendo 64 è stata sviluppata da Eurocom e originariamente prevista per l'autunno del 1997, ma il gioco è stato in silenzio ritardato fino al 1998. È tuttora considerato il miglior porting della serie. Nella versione per Nintendo 64, la maggior parte dei livelli e le tracce sono subito disponibili con auto aggiuntive e stadi e nuove verniciature disponibili come sbloccabili. Ci sono anche nuove modalità ed auto disponibili solo nella versione per Nintendo 64, così come il supporto per il Rumble Pak. I progressi nella versione per Nintendo 64 possono essere salvati utilizzando un solo account. Le versioni arcade e Nintendo 64 supportano fino a 4 giocatori, nella versione Nintendo 64 lo schermo viene diviso durante la modalità multiplayer.

### Cruis'n Exotica
Il terzo e ultimo gioco della serie arcade originale, Cruis'n Exotica è uscito nelle sale giochi nel 1999. Il gioco ha caratterizzato dodici nuove piste, la gara inizia ad Hong Kong e termina su Marte. Il gioco mantiene la caratteristica delle acrobazie del gioco precedente e aggiunge un sistema di PIN tramite un tastierino grazie al quale i giocatori possono conservare i loro progressi in-game attraverso la definizione di un codice di accesso personale. Le versioni casalinghe sono state pubblicate per Nintendo 64 e per Game Boy Color nel 2000. Lo sviluppo della versione Nintendo 64 è stato eseguito dalla Gratuitous Games, che ha sostituito alcune auto su licenza dalla versione arcade (ad esempio la Chevy Corvette e la Plymouth Prowler) con equivalenti generici. La versione Game Boy Color del gioco, che è stata sviluppata da Crawfish Interactive e la versione per Nintendo 64 sono tutte dotate di auto e piste sbloccabili. La versione per Nintendo 64 può ancora salvare diversi account, mentre la versione Game Boy Color utilizza una password di sistema. Sia la versione per Nintendo 64 che la versione arcade possono consentire fino a quattro giocatori in pista.

## Titoli successivi

### Cruis'n Velocity
Il successivo gioco della serie, Cruis'n Velocity, è uscito esclusivamente per il Game Boy Advance nel 2001. Questo gioco è stato sviluppato dalla Graphic State Games e pubblicato da Midway Games. La gara si svolge in luoghi esotici come Las Vegas, Paesi Bassi, Alaska e Marte. L'obiettivo del gioco è quello di correre più veloce di altre sette vetture in quattordici diversi corsi utilizzando il nuovo sistema di spinta. Proprio come nei giochi precedenti, il giocatore può sbloccare nuovi tipi di stadi ed auto. Il gioco utilizza il sistema di password per salvare i progressi e permette fino a quattro giocatori utilizzando il Game Boy Advance Link Cable. Una versione GameCube del gioco era in procinto di essere realizzato, ma infine il progetto è stato accantonato.

### The Fast and the Furious/Cruis'n Wii
Nel 2004, la nuova società di Eugene Jarvis, la Raw Thrills, ha pubblicato The Fast and the Furious, un gioco arcade basato sul film del 2001. Il gameplay si è pesantemente basato su quello dei giochi Cruis'n originali, i giocatori quindi scelgono tra 7 auto e 12 differenti piste. La gara inizia a New York, Times Square, e finisce a Los Angeles, a Mulholland Drive. Il gioco presenta un sistema di protossido d'azoto, che dà alle auto una breve spinta. Il gioco possiede anche un sistema di denaro perché giocatori guadagnino soldi per sbloccare nuovi aggiornamenti ed auto. È stato poi portato su Wii da Just Games Interactive e pubblicato da Midway Games nel 2007 come Cruis'n, che non aveva mai avuto niente a che vedere con il brand di "The fast and the Furious". La versione Wii è stata fortemente criticata per la sua presentazione datata, un gameplay poco profondo e tempi di caricamento troppo lunghi.

### I sequel diThe Fast and the Furious
I sequel di The Fast and the Furious sono stati pubblicati (finora) unicamente su arcade dalla Raw Thrills, Si tratta di The Fast and the Furious: Drift, The Fast and the Furious: Super Cars, The Fast and the Furious: Super Bikes e The Fast and the Furious: Super Bikes 2.
The Fast and the Furious: Drift sembra essere unicamente un piccolo aggiornamento del primo capitolo, infatti vengono aggiunte solo alcune altre piste, cambiano gli sprite della starter e della Trophy girl ed altre piccole migliorie, le nuove piste sono ambientate a Tokyo.
I due Fast and Furious Super Bikes lasciano perdere le corse automobilistiche in favore di quelle motociclistiche.

### Cruis'n Blast
Cruis'n Blast è un videogioco di corse sviluppato e pubblicato da Raw Thrills e concesso in licenza da Nintendo per le sale giochi. È stato pubblicato nel 2017. È il sesto capitolo della serie. Il gioco è stato rilasciato per Nintendo Switch il 14 settembre 2021. La versione per Nintendo Switch include modalità, auto e piste aggiuntive.